# 賈作人
賈作人（？—？），山西省澤州府沁水縣人，清朝政治人物、同進士出身。其子為中華民國考試院前院長賈景德，為末科進士。
光緒十五年（1889年），参加光緒己丑科殿試，登進士三甲81名。同年五月，著交吏部掣签，分发各省以知县即用。